# Белые акулы (регбийный клуб)
«Белые акулы» — любительский регби-клуб из Иванова, выступает в дивизионе «Центр» Федеральной лиги и в Кубке Золотого Кольца по регби, который разыгрывается между участниками дивизиона «Центр» Федеральной лиги. Домашний стадион — «Автокран», когда-то принадлежавший Ивановскому автокрановому заводу, а ныне находящийся в городской собственности.
Клуб создан в 2011 году группой энтузиастов во главе с Михаилом Маровым, ставшим впоследствии президентом Федерации регби Ивановской области.
В 2013 году команда заняла 2 место в дивизионе «Центр» Федеральной лиги. В 2014 — 1 место в дивизионе, давшее право участвовать в Финале (финальном турнире) Федеральной лиги, проходившем в Казани. В Финале Белые акулы сумели одержать лишь одну победу, в матче за 7 место. 2015 год — 1 место в дивизионе, 8 место в Финале Федеральной лиги.
Игрок Белых акул стал первым в России игроком любительской команды, перешедшим в профессиональную. Иван Троицкий в сезоне 2015 подписал контракт с клубом Премьер-лиги ВВА-Подмосковье.
С 2015 года в клубе работает детская секция регби.